# Stepin Fetchit
Lincoln Theodore Monroe Andrew Perry, de nombre artístico Stepin Fetchit (Cayo Hueso, 30 de mayo de 1902 - 19 de noviembre de 1985), fue un actor cinematográfico y comediante estadounidense.
Perry tuvo una exitosa carrera cinematográfica, llegando a hacerse millonario gracias a ella, y siendo el primer actor negro en conseguirlo. También fue el primer intérprete negro en tener su nombre mostrado en los títulos de crédito.
Las caracterizaciones de Perry han sido siempre motivo de controversia, y han sido consideradas como ejemplo del estereotipo negativo de los afroamericanos. Visto con una mentalidad actual, el personaje de Perry del "hombre más vago del mundo" puede considerarse "dolorosamente racista", pero también "subversivo".

## Primeros años
Poco se conoce del entorno familiar de Perry. Nacido en Cayo Hueso, Florida, sus padres eran inmigrantes caribeños. Era el segundo hijo de Joseph Perry, un fabricante de cigarros de Jamaica (algunas fuentes indican que era de Bahamas), y  de Dora Monroe, una costurera de Nasáu. El matrimonio había llegado en la década de 1890 a los Estados Unidos, donde se casaron. En 1910 la familia se mudó a Tampa, Florida. Otras fuentes afirman que él fue adoptado cuando tenía once años de edad y que vivió en Montgomery (Alabama).
Aunque su madre quería que fuera dentista, Perry dejó el hogar a los doce años de edad para formar parte de un carnaval, ganándose la vida durante unos años cantando y bailando claqué.  A los veinte años era artista de vodevil y dirigía un espectáculo itinerante de carnaval.  Interpretaba un número de vodevil con un compañero, siendo ambos conocidos como "Step" y "Fetchit".  Cuando Perry trabajó en solitario combinó los dos nombres, surgiendo así su nombre artístico. Según el libro de Ephraim Katz The Film Encyclopedia, tomó prestado su nombre artístico del nombre de un caballo de carreras con el cual había ganado algún dinero en sus años anteriores a Hollywood.

## Carrera
Perry hizo papeles como secundario cómico en diversas películas, todos ellos basados en su personaje de "El hombre más vago del mundo". En contraste con su personaje, Perry era un hombre muy culto y, a la vez que actuaba, escribía para el Chicago Defender.
Se inició en el cine con Hearts in Dixie (1929), una de las primeras películas sonoras de un gran estudio con un reparto predominantemente afroamericano.
Para su papel de Joe en el film sonoro de 1929 Show Boat, la voz cantante de Perry fue doblada por Jules Bledsoe, que había hecho el papel en el musical original representado en teatros. 
Perry era buen amigo del actor Will Rogers, y ellos actuaron juntos en cuatro cintas, David Harum (1934), Judge Priest (1934), Steamboat 'Round the Bend (1935), y The County Chairman (1935).
La carrera de Perry hizo que surgieran imitadores, destacando de entre ellos Willie Best y Mantan Moreland, conocido por su actuación como criado de Charlie Chan.
Perry no inventó el estereotipo por el que se hizo conocido, pero la imagen de Stepin Fetchit fue utilizada para popularizarlo. Muchos personajes cinematográficos negros, entre ellos el "Stymie" de Matthew Beard en las comedias de La Pandilla, estaban basados en Stepin Fetchit. 
Fetchit actuó en un total de 54 filmes entre 1925 y 1976, y se le premió con una estrella en el Paseo de la Fama de Hollywood por su trabajo cinematográfico.

## Últimos años
Aunque Perry fue el primer actor negro en hacerse millonario, se vio forzado a declararse en quiebra en 1947.
El actor se habría convertido al Islam en la década de 1960, haciendo amistad con el campeón de boxeo Muhammad Ali. A lo largo de su carrera Perry tuvo conflictos con líderes de movimientos de derechos civiles que le criticaban por los papeles que interpretaba. Sin embargo, en 1976 la sede en Hollywood de la National Association for the Advancement of Colored People le premió con un Premio Especial NAACP Image. Dos años más tarde fue aceptado en el Salón de la Fama de los cineastas negros. 
En 1976 el actor sufrió un ictus que acabó con su carrera cinematográfica. Debido a ello fue a residir en el Motion Picture & Television Country House and Hospital de Woodland Hills (Los Ángeles), falleciendo en 1985 a causa de una neumonía. Tenía 83 años de edad. Fue enterrado en el Cementerio Calvary de Los Ángeles.

## Filmografía
- The Mysterious Stranger (1925)
- In Old Kentucky (1927)
- The Devil's Skipper (1928)
- Nameless Men (1928)
- The Tragedy of Youth (1928)
- Kid's Clever (1929)
- The Ghost Talks (1929)
- Hearts in Dixie (1929)
- Thru Different Eyes (1929)
- Show Boat (1929)
- Innocents of Paris (1929)
- Fox Movietone Follies of 1929 (1929)
- Salute (El triunfo de la audacia) (1929)
- Big Time (1929)
- Cameo Kirby (1930)
- The Big Fight (1930)
- Swing High (1930)
- A Tough Winter (1930)
- La Fuerza del Querer (1930)
- The Prodigal (1931)
- Wild Horse (1931)
- The Galloping Ghost (1931)
- Neck and Neck (1931)
- Carolina (1934)
- David Harum (1934)
- Stand Up and Cheer! (1934)
- The World Moves On (1934)
- Judge Priest   (1934)
- María Galante (1934)
- Bachelor of Arts (1934)
- Helldorado (La mina fantástica) (1935)
- The County Chairman (1935)
- One More Spring (Otra primavera) (1935)
- Charlie Chan in Egypt (1935)
- Steamboat Round the Bend (1935)
- The Virginia Judge (1935)
- Dimples (1936)
- 36 Hours to Kill (1936)
- On the Avenue (1937)
- Love Is News (Amor y periodismo) (1937)
- Fifty Roads to Town (1937)
- His Exciting Night (1938)
- Zenobia (1939)
- Open the Door Richard (1945)
- Big Timers (1945)
- Miracle in Harlem  (1948)
- Mouse Cleaning(corto animado de MGM, como Tom, sin créditos, 1948)
- I Ain't Gonna Open That Door (1949)
- Harlem Follies of 1949 (1950)
- Bend of the River (Horizontes lejanos) (1952)
- The Sun Shines Bright (1953)
- Cutter (1972) (Telefilm)
- Muhammad Ali, the Greatest (1974)
- Amazing Grace (1974, cameo con Moms Mabley)
- Brother, Can You Spare a Dime? (1975)
- Won Ton Ton, the Dog Who Saved Hollywood (1976)